# Jakub Rzeźniczak
Jakub Rzeźniczak (* 26. Oktober 1986 in Łódź) ist ein polnischer Fußballspieler.

## Karriere

### Verein
Rzeźniczak durchlief alle Jugendmannschaften von Widzew Łódź. In der Saison 2003/04 debütierte er im Alter von 16 Jahren in der polnischen Ekstraklasa. 2004 wurde er dann von Legia Warschau verpflichtet und kam in den Saisons 2004/05 und 2005/06 regelmäßig zum Einsatz. Im Sommer 2006 wurde er für eine Saison an seinen Heimatklub Widzew Łódź ausgeliehen. Seit 2007 spielte er wieder für Legia Warschau und ist dort Stammspieler. Mit Legia wurde er seitdem erneut viermal polnischer Meister und auch sechsmal Pokalsieger. 2017 wechselte er dann weiter zu Qarabağ Ağdam nach Aserbaidschan. Auch hier gewann er auf Anhieb zweimal die Meisterschaft.
International spielte er das erste Mal in der Saison 2004/05. Er debütierte für Legia im Rückspiel der 2. Runde der UEFA-Cup-Qualifikation gegen den Vertreter aus Georgien, FC Tbilisi. Rzeźniczak spielte 90 Minuten durch. Das Spiel endete 6:0. Bis 2019 absolvierte er insgesamt 79 Spiele auf internationaler Vereinsebene und erzielte dabei zwei Tore.

### Nationalmannschaft
International debütierte er für Polen am 14. Dezember 2008 beim Freundschaftsspiel gegen Serbien (1:0). Sein letztes Länderspiel gab der Innenverteidiger bei einem Freundschaftsspiel gegen die moldauische Nationalmannschaft am 20. Januar 2014.

## Erfolge
- Polnischer Meister: 2006, 2013, 2014, 2016, 2017
- Polnischer Pokalsieger: 2008, 2011, 2012, 2013, 2015, 2016
- Polnischer Superpokalsieger: 2008
- Aserbaidschanischer Meister: 2018, 2019